# Mahfiruz Hatice
Mahfiruz Hatice (ur. ok. 1590, zm. ok. 1620-30) – konkubina Ahmeda I, matka Osmana II.

## Życiorys
Pochodzenie Mahfiruz jest niepewne. Najprawdopodobniej pochodziła z Kaukazu i wywodziła się ze starej, czerkieskiej szlachty. Istnieje też wersja, według której była rumelijską niewolnicą o imieniu Eudoksja.
W haremie nadano jej imię Mahfiruz oznaczające „szczęście” lub „kamień księżycowy”. Była jedną z pierwszych nałożnic Ahmeda. 3 listopada 1604 roku wydała na świat jego pierworodnego syna, przyszłego sułtana Osmana II. W kolejnych latach urodziła władcy co najmniej jedną córkę, Hatice. Mimo to, prawdopodobnie nigdy nie uzyskała tytułu Haseki, jako że stanowisko to piastowała „grecka piękność” Mahpeyker Kösem, ulubienica Ahmeda. Kösem skutecznie utrudniała relacje Mahfiruz i jej dzieci z padyszachem, według raportów ambasadorów, jak i podań ludu, kobiety bardzo często ze sobą walczyły. Podczas jednego ze świąt, Mahfiruz oblała włosy Kösem szerbetem za nieokazanie jej szacunku, innym razem Haseki spoliczkowała Czerkieskę. Zanotowano też incydent, kiedy to Mahfiruz została wychłostana z rozkazu władcy. Miała to być kara za rozgniewanie Kösem.
Ahmed wygnał matkę swojego pierworodnego tuż przed śmiercią, a Mahfiruz nigdy już nie powróciła do Topkapı.
Hatice nie miała dobrego kontaktu z najstarszym synem, gdyż małego Osmana odebrano matce tuż po narodzinach i oddano pod opiekę nianiek. Kiedy wstąpił na tron w 1618 roku, nie wezwał matki z powrotem do pałacu, prawdopodobnie też nigdy nie uzyskała ona tytułu Valide Sultan.
Najpewniej została zamordowana z rozkazu Kösem ok. 1620-1630 roku.